# Nieves Navarro
Pour les articles homonymes, voir Navarro.
Nieves Navarro, de son nom complet Nieves Navarro García, est un mannequin et une actrice espagnole née le 10 novembre 1938 à Almería (Andalousie). Sa carrière, faite exclusivement au cinéma, est en grande partie composée de films d'exploitation. À partir de 1969, on la retrouve le plus souvent créditée sous le pseudonyme de Susan Scott. Elle est l'épouse du réalisateur et producteur italien Luciano Ercoli (°1929).

## Biographie
Nieves Navarro quitte son Andalousie natale pour s’installer avec sa famille à Barcelone, ville d'origine de sa mère. C'est dans la capitale catalane qu'elle entame une carrière de mannequin. Elle participe à des défilés de mode et se fait remarquer dans des publicités diffusées sur la toute nouvelle télévision espagnole.
C'est à l'âge de vingt-cinq ans que Nieves Navarro fait ses premières armes au cinéma aux côtés de Totò, monstre sacré de la comédie italienne, dans Totò d'Arabia (1964), coproduction hispano-italienne qui parodie Lawrence d'Arabie. Elle interprète Doris, un charmant agent des services secrets britanniques qui vient en aide au héros. En plus de lancer sa carrière le film marque aussi le début de sa collaboration avec le producteur italien Luciano Ercoli. Celui qui deviendra son mari l'engage dans ses productions suivantes donnant une impulsion décisive à sa carrière. Le temps est aux westerns spaghetti dont Almería accueille fréquemment les tournages. L'actrice tient des rôles importants dans des succès du genre comme Un pistolet pour Ringo et Le Retour de Ringo (1965) de Duccio Tessari avec Giuliano Gemma, Colorado (1966) de Sergio Solima avec Lee Van Cleef et Tomás Milián ou Les longs jours de la vengeance (1967) de Florestano Vancini. Tessari la dirige encore dans le film d'espionnage Très honorable correspondant (1966).
Si l'actrice fait l'essentiel de sa carrière en Italie, elle travaille régulièrement dans des productions espagnoles. En 1969, elle joue aux côtés de Jean Marais son premier film français, Le Paria. La même année, elle partage l'affiche de la comédie musicale Amor a todo gas avec le chanteur espagnol Peret. Dans un tout autre registre, on la retrouve dans deux thrillers politiques et provocants de Fernando Di Leo (Amarsi male et La jeunesse du massacre). Ce dernier propose à l'actrice de prendre un pseudonyme à consonance anglo-saxonne,. Désormais, la brune Nieves Navarro cédera le plus souvent sa place au générique à la rousse Susan Scott.  
Au début des années 1970 Luciano Ercoli passe à la réalisation donnant à son épouse l'occasion de s'illustrer dans le giallo, genre nouveau venu dans le paysage cinématographique italien. Nieves Navarro tourne ainsi successivement dans Photo interdite d'une bourgeoise (1970), Nuits d'amour et d'épouvante (1971), La mort caresse à minuit (1972) et Troppo rischio per un uomo solo (1973). Son sex-appeal l'impose comme une des actrices majeure d'un genre dans lequel l'érotisme le dispute à l'horreur. D'autres cinéastes en font leur protagoniste. On la retrouve dirigée par Roberto Bianchi Montero dans La Peur au ventre (1972), Sergio Martino dans L'Alliance invisible (1972) et Maurizio Pradeaux dans Chassés-croisés sur une lame de rasoir (1973). Elle complète son exploration des sous-genres du bis avec le Poliziottesco Il giudice e la minorenne (1974) et la comédie policière La bidonata (1977), dernier film d'Ercoli qui abandonne ensuite le cinéma.
Passée par le western spaghetti et par le giallo, Nieves Navarro semble vouée à suivre l'évolution d'un cinéma de genre de plus en plus tourné vers l'érotisme. La belle passe tout naturellement devant la caméra de spécialistes de la comédie érotique à l'italienne comme Mariano Laurenti (Un vice de famille, 1975 et L'infirmière de l'hosto du régiment, 1979) et Michele Massimo Tarantini (La moglie in bianco… l'amante al pepe, 1982). On la voit aussi dans Velluto nero (1976) aux côtés d'une Laura Gemser nouvellement consacrée dans son personnage d' « Emanuelle nera ». 
À près de quarante ans, l'actrice tourne ses scènes de sexe les plus osées pour Emanuelle et les Derniers Cannibales (1977), film qui inaugure la période « érotico-horrifique » de Joe D'Amato. Elle partage avec Philippe Gasté et Richard Darbois l'affiche de Candide Lolita (1978) du réalisateur français Henri Sala puis retrouve D'Amato avec Les Plaisirs d'Hélène (1980) assumant quelques séquences particulièrement torrides avec l'actrice pornographique dominicaine Lucía Ramírez,. L'accueil fait à El fascista, doña Pura y el follón de la escultura ne lui permet pas de relancer sa carrière dans son pays natal. Enfermée dans un cinéma bis à bout de souffle, Nieves Navarro met un terme à sa carrière en 1983. Elle fera un bref retour sur les écrans en 1989 tenant des rôles secondaires dans deux productions mineures.
Après avoir longtemps vécu en Italie, Nieves Navarro et Luciano Ercoli se sont récemment installés à Barcelone.

## Filmographie
- 1964 : Totò d'Arabia, de José Antonio de la Loma : Doris[4]
- 1965 : Un pistolet pour Ringo (Una pistola per Ringo), de Duccio Tessari : Dolorès[4]
- 1965 : Le Retour de Ringo (Il ritorno di Ringo), de Duccio Tessari : Rosita[4]
- 1966 : Très honorable correspondant (Kiss Kiss… Bang Bang / Bacia e spara), de Duccio Tessari : Alina Shakespeare[4]
- 1966 : Ah ! Quelle nuit, les amis ! (Che notte, ragazzi!) de Giorgio Capitani : Consuelo
- 1966 : Colorado (La resa dei conti), de Sergio Solima : la veuve
- 1967 : Face d'ange (I lunghi giorni della vendetta), de Florestano Vancini : Dolly[4]
- 1967 : El Rojo, de Leopoldo Savona : Consuela
- 1969 : Le Paria, de Claude Carliez : Sylvia, l'ex-maîtresse de Manu
- 1969 : Amarsi male, de Fernando Di Leo : Anna Lanfranchi[5]
- 1969 : Amor a todo gas, de Ramón Torrado : Laura Montes / la fausse Elena[6]
- 1969 : Sept Minutes pour mourir (Siete minutos para morir), de Tito Fernández : Karin Foster[6]
- 1969 : La Jeunesse du massacre (I ragazzi del massacro), de Fernando Di Leo : Livia Ussaro[5]
- 1970 : Adios Sabata (Indio Black, sai che ti dico: Sei un gran figlio di…), de Gianfranco Parolini : la danseuse au saloon de Kingsville[5]
- 1970 : Photo interdite d'une bourgeoise (Le foto proibite di una signora per bene) de Luciano Ercoli : Dominique[4],[5]
- 1970 : Une traînée de poudre, les pistoleros arrivent (Una nuvola di polvere... un grido di morte... arriva Sartana) de Giuliano Carnimeo : Belle Manassas[5]
- 1971 : Nuits d'amour et d'épouvante (La morte cammina con i tacchi alti) de Luciano Ercoli : Nicole Rochard[5]
- 1972 : Toutes les couleurs du vice (Tutti i colori del buio), de Sergio Martino : Barbara Harrison[5]
- 1972 : Poker d'as pour un gringo (Hai sbagliato… dovevi uccidermi subito!), de Mario Bianchi : Kate[5]
- 1972 : La Peur au ventre (Rivelazioni di un maniaco sessuale al capo della squadra mobile) de Roberto Bianchi Montero : Lilly[5]
- 1972 : La mort caresse à minuit (La morte accarezza a mezzanotte) de Luciano Ercoli : Valentina[4],[5]
- 1973 : Chassés-croisés sur une lame de rasoir (Passi di danza su una lama di rasoio), de Maurizio Pradeaux : Kitty[5]
- 1973 : Dérapage contrôlé (Troppo rischio per un uomo solo), de Luciano Ercoli : Nina[5]
- 1974 : Chi ha rubato il tesoro dello scia?, de Guido Leoni[5] :
- 1974 : Il giudice e la minorenne (it), de Franco Nucci (de) : Laura[5]
- 1975 : Los hijos de Scaramouche, de George Martin[5] : Princesa
- 1975 : Un vice de famille (Il vizio di famiglia), de Mariano Laurenti : Ines, la comtesse[5]
- 1976 : Noi siam come le lucciole (it), de Giulio Berruti : Crystal
- 1976 : Il medico... la studentessa, de Silvio Amadio : Luisa[5]
- 1976 : C'è una spia nel mio letto, de Luigi Petrini : Madame
- 1976 : Vicieuse et manuelle (Velluto nero), de Brunello Rondi : Crystal[5]
- 1976 : Mauricio, mon amour (es), de Juan Bosch Palau[7]:
- 1977 : La bidonata (it), de Luciano Ercoli : Ornella[5]
- 1977 : Emanuelle et les Derniers Cannibales (Emanuelle e gli ultimi cannibali), de Joe D'Amato : Maggie McKenzie[5]
- 1978 : Cugine mie (it) de Marcello Avallone  :
- 1978 : Candide Lolita (Emanuelle e Lolita), d'Henri Sala : Adrienne Larousse / Emanuelle[5]
- 1979 : L'Infirmière du régiment (L'infermiera nella corsia dei militari), de Mariano Laurenti : Veronica[5]
- 1980 : Les Plaisirs d'Hélène (Orgasmo nero) de Joe D'Amato : Helen[5]
- 1981 : Fleur du vice (Miele di donna), de Gianfranco Angelucci (de)[5]:
- 1982 : La moglie in bianco... l'amante al pepe (it), de Michele Massimo Tarantini : Anna-Maria Mancuso[5]
- 1983 : El fascista, doña Pura y el follón de la escultura, de Joaquín Coll Espona (es) : Pura[6]
- 1989 : Fiori di zucca (it), de Stefano Pomilia (it) : la mère d'Enzo
- 1989 : Casa di piacere (Dirty Love Two: The Love Games), de Franco  Lo Cascio : la mère inquiète[8]

## Photographie
- Ciné Revue (Belgique) : 27 décembre 1973 (couverture)
- Interviú (Espagne) : 28 juillet 1977